# Bania Luka
Bania Luka (en serbocroata: Banja Luka / Бања Лука) es la capital política y administrativa (de facto) de la entidad autónoma de República Srpska, y la segunda mayor ciudad de Bosnia y Herzegovina después de la capital Sarajevo. Bania Luka se encuentra al noroeste del país, a orillas del río Vrbas, y tradicionalmente se la considera la capital de la región histórica de Bosanska Krajina. La ciudad fue parcialmente destruida por un terremoto en 1969, por lo que su fisonomía es bastante reciente, y se caracteriza por sus numerosas zonas ajardinadas y amplias avenidas arboladas.

## Geografía
Bania Luka ocupa unos 96,2 km²; en la parte noroeste de Bosnia, en el río Vrbas. La media de altitud de la ciudad es de 163 m por encima del nivel del mar, y está rodeada por colinas. 

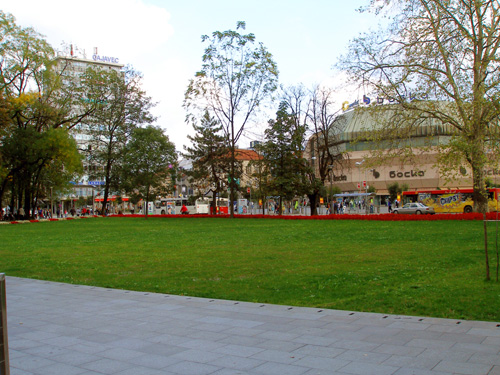
Parque en Bania Luka.

El nacimiento del río Vrbas se encuentra unos 90 km más al sur, y los afluentes Suturlija, Crkvena, y Vrbanja se mezclan con este río en Banja Luka.
La zona de alrededor de la ciudad se compone de bosque, además podemos encontrar importantes montañas un poco más lejos. Bania Luka está construida en el valle homónimo, que se localiza en una zona de transición entre montañas altas y bajas. Las cumbres más importantes son Manjača (1214 metros), Čemernica (1338 metros), y Tisovac (1172 metros). Todas ellas forman parte de los Alpes Dináricos.

### Clima
Bania Luka posee un clima continental, con inviernos fríos y veranos cálidos. El mes más caluroso es julio, con una temperatura media de 21,3 °C, mientras que las temperaturas más bajas se encuentran en enero, con una media de unos 0,8 Cº.
Las precipitaciones anuales en Bania Luka son de 988 mm. Esta ciudad tiene una media de 143 días lluviosos al año. Nieva varias veces todos los años. Padece de fuertes vientos procedentes del norte y del noreste.

### Asentamientos
La ciudad de Banja Luka, además de la propia ciudad, incluye los siguientes asentamientos:
- Agino Selo
- Barlovci
- Bastasi
- Bistrica
- Bočac
- Borkovići
- Bronzani Majdan
- Cerici
- Čokori
- Debeljaci
- Dobrnja
- Dragočaj
- Drakulić
- Dujakovci
- Goleši
- Jagare
- Kmećani
- Kola
- Kola Donja
- Krmine
- Krupa na Vrbasu
- Kuljani (Banja Luka)
- Lokvari
- Lusići
- Ljubačevo
- Melina
- Motike
- Obrovac
- Pavići
- Pavlovac
- Pervan Donji
- Pervan Gornji
- Piskavica
- Ponir
- Potkozarje
- Prijakovci
- Priječani
- Prnjavor Mali
- Radmanići
- Radosavska
- Ramići
- Rekavice
- Slavićka
- Stratinska
- Stričići
- Subotica
- Šargovac
- Šimići
- Šljivno
- Verići
- Vilusi
- Zalužani
- Zelenci

## Historia

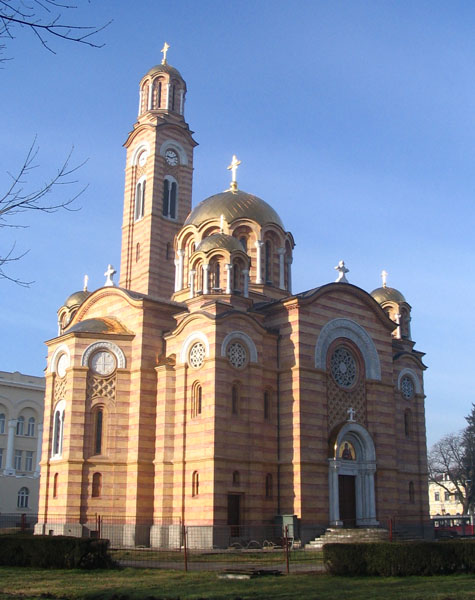
Catedral del Cristo Salvador en Bania Luka

El nombre de «Banja Luka» fue mencionado por primera vez en un documento datado en febrero de 1494, pero su historia fecha desde la Edad Antigua. Hay grandes evidencias de presencia romana en la región en los primeros siglos después de Cristo, incluido un antiguo fuerte "Kastel" en el centro de la ciudad. La zona de Bania Luka estaba incluida en la provincia romana de Ilicia, situada en una importante calzada romana entre Dalmacia y Panonia.
Los eslavos ocuparon la zona en el VII d. C., pero aún sigue siendo un misterio el porqué de su traslado. Lo que sí se sabe es que la primera mención de la ciudad data de 1494, hecha por Ladislao II (VII) Jagellón. El nombre significa 'puerto del ban', de las palabras ban (palabra medieval utilizada en muchas ciudades balcánicas) y luka ('puerto').
Uno de los primeros edificios públicos, construido antes que el Kastel, fue un monasterio franciscano, hecho en 1378. Fue el primero que hubo en toda Bosnia.
Pese a que el artículo 9 de la Constitución de República Srpska establece que la capital de iure de la entidad es Sarajevo, administrativamente solo una pequeña parte de la ciudad se integra en el territorio de la República Srpska. La sede del Gobierno y de la Asamblea Nacional de la República Srpska se encuentran en Bania Luka, así como la mayor parte de las instituciones de autogobierno. También es la sede de algunos organismos estatales como la Dirección de Impuestos Indirectos (VAT Authority) o el Fondo de Garantía de Depósitos, y cuenta con oficinas y sucursales del resto de las agencias e instituciones estatales, incluyendo una sede del Banco Central de Bosnia y Herzegovina.

## Ciudades hermanadas
Bania Luka está hermanada con las siguientes ciudades:
- Belgrado (Serbia, desde 2003)[3]
- Novi Sad (Serbia, desde 2006)[3]
- Sremska Mitrovica (Serbia)[3]
- Patras (Grecia, desde 1995)[3][4]
- Moscú (Rusia, desde 2003)[3]
- Kaiserslautern (Alemania, desde 2003)[3]
- Leópolis (Ucrania)[3]
- Kranj (Eslovenia, desde 1965)[3]
- Campobasso (Italia)[3]
- Bari (Italia)[3]
- Bitonto (Italia)[3]
- Modi'ín (Israel, desde 2010)[3]
- Graz (Austria)
- Västerås (Suecia, desde 1969)
- Zemun (Serbia)
- Focșani (Rumania, desde 2012)

## Personas célebres
- Petar Kočić,  fue uno de los políticos serbios de Bosnia más importantes de la era austro-húngara.
- Ivan Merz
- Slađana Golić
- Neven Subotić
- Ivan Ljubičić
- Marija Šestić
- Mladen Bojinović
- Zlatko Saračević
- Ognjen Vranješ
- Saša Čađo
- Srđan Babić
- Darko Maletić
- Nikola Čačić